# Jason Ridge
Jason Ridge (Chicago, Illinois, 28 de dezembro de 1974) é um ator pornográfico gay norte-americano. O primeiro filme que Ridge participou foi The Bombardier (2003), co-estrelado por Breck Stewart.
Ele trabalhou para a produtora Red Devil Entertainment e posteriormente atuou para os estúdios Falcon Entertainment. Em 2007 Ridge lançou sua própria empresa de pornografia, Ridgeline Films. Ele anunciou sua aposentadoria da indústria pornográfica em 2012, após 49 filmes pornográficos gays e um filme bissexual.

## Filmografia
| Ano  | Filme(s)              |
| ---- | --------------------- |
| 2003 | The Bombardier        |
| 2003 | Canvas                |
| 2003 | Take One for the Team |
| 2003 | Nasty Nasty           |
| 2004 | Hole Patrol           |
| 2004 | In Bed with           |
| 2005 | Young Gods            |
| 2005 | Bed Heads             |
| 2005 | Unzipped              |
| 2005 | Dirty Little Sins     |
| 2005 | Mischief              |
| 2006 | At Your Service       |
| 2006 | Butch Alley           |
| 2007 | The Intern            |
| 2007 | A Rising Star         |
| 2007 | Communion             |
| 2007 | Paradise Found        |

## Prêmios e indicações
| Ano  | Prêmio(s) | Resultado | Ref   |
| ---- | --------- | --------- | ----- |
| 2004 | GayVn     | Venceu    | [ 3 ] |
| 2007 | GayVn     | Venceu    | [ 4 ] |
| 2008 | Grabby    | Venceu    | [ 5 ] |